# 2010年サンクトペテルブルク・オープン
2010年サンクトペテルブルク・オープン(2010 St. Petersburg Open)は、2010年10月25日から10月31日にかけてロシア・レニングラード州のサンクトペテルブルクにあるペテルブルク・スポーツ&コンサート・コンプレックスにて開催された、男子プロテニスツアーのATP250シリーズトーナメント大会である。サーフェスは屋内カーペットコート。本年で通算16回目の開催となる。

## シングルス

### シード選手
| 国             | 選手                     | ランク* | シード |
| -------------- | ------------------------ | ------- | ------ |
| ロシア         | ミハイル・ユージニー     | 9       | 1      |
| ウクライナ     | セルジー・スタホフスキー | 35      | 2      |
| セルビア       | ヤンコ・ティプサレビッチ | 38      | 3      |
| 中華民国       | 盧彦勳                   | 39      | 4      |
| セルビア       | ビクトル・トロイツキ     | 43      | 5      |
| ウズベキスタン | デニス・イストミン       | 46      | 6      |
| フランス       | ジェレミー・シャルディー | 49      | 7      |
| ルーマニア     | ビクトル・ハネスク       | 51      | 8      |

*2010年10月18日付のATPランキングに基づく。

### 主催者推薦
以下の3名が主催者推薦で本戦に出場した。
- イーゴリ・アンドレエフ
- アンドレイ・クズネツォフ
- ドミトリー・トゥルスノフ

### 予選勝者
以下の4名が予選を勝ち上がり本戦に出場した。
- フランティシェク・チェルマク
- エフゲニー・ドンスコイ
- コンスタンチン・クラフチュク
- ラジーブ・ラム

## 優勝

### シングルス
ミハイル・ククシュキン def.  ミハイル・ユージニー, 6–3, 7–6(7-2)
- ククシュキンがキャリア初のツアーシングルス優勝を果たした[1]。

### ダブルス
ダニエレ・ブラッチャーリ /  ポティート・スタラーチェ def.  ロハン・ボパンナ /  アイサム=ウル=ハク・クレシ, 7–6(8-6), 7–6(7-5)
- ブラッチャーリにとって今シーズン初、キャリア通算2度目のツアーダブルスタイトル獲得となり、スタラーチェにとって今シーズン初、キャリア通算4度目のツアーダブルスタイトル獲得となった[2]。